# Terrorismo doméstico

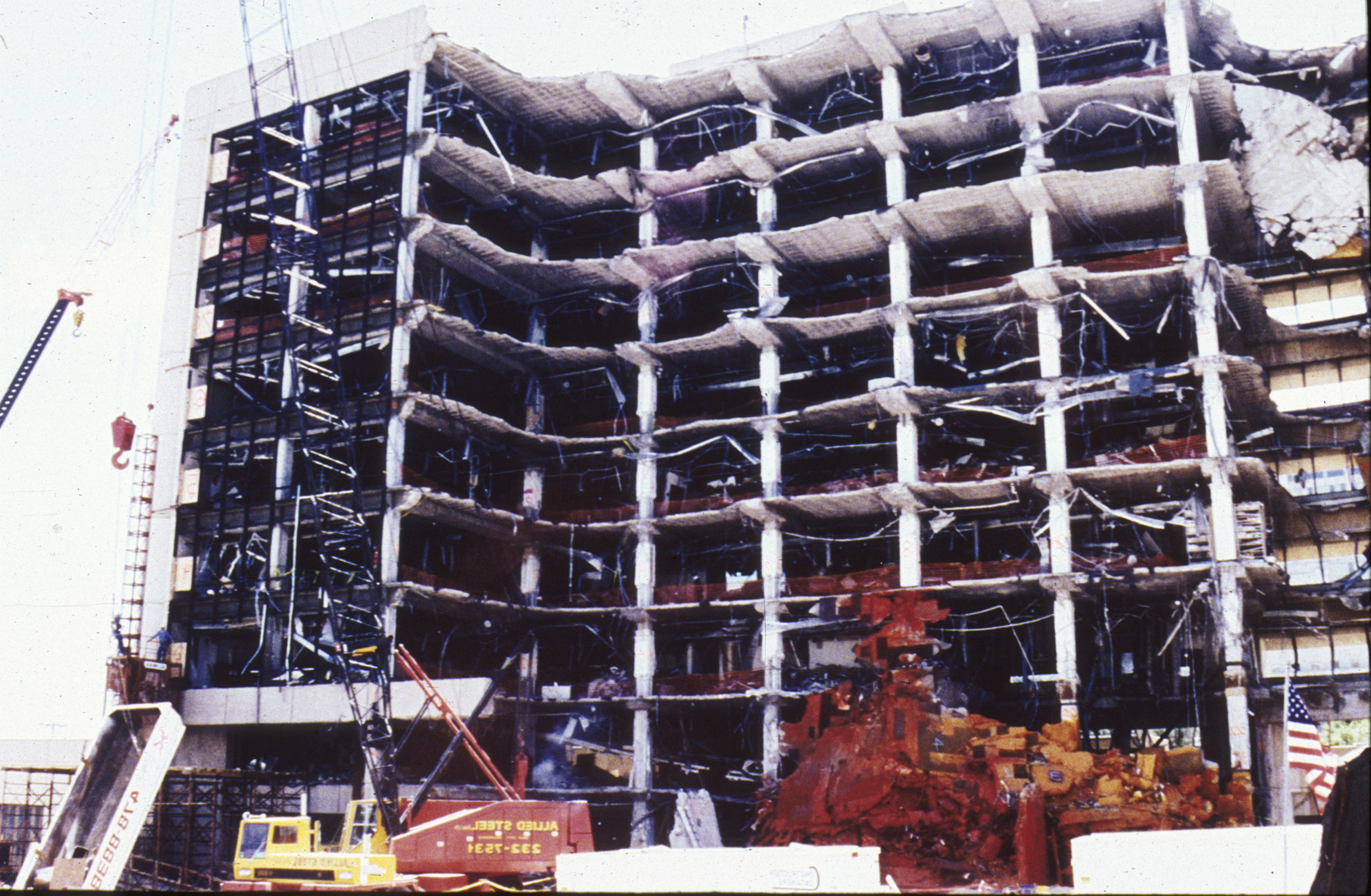
Atentado de Oklahoma City, nos Estados Unidos.

Terrorismo doméstico é um termo que define atentados terroristas cometidos por cidadãos ou residentes permanentes de um Estado contra o seu próprio povo ou governo, sem influência estrangeira, em um esforço para instilar o medo em uma população ou nas autoridades como uma tática para alcançar objetivos políticos, ideológicos ou religiosos.